# Annunciazione tra i santi Ansano e Margherita
L'Annunciazione tra i santi Ansano e Massima  è un dipinto a tempera e oro su tavola (305x265 cm) di Simone Martini e Lippo Memmi, firmata e datata al 1333, e conservato negli Uffizi a Firenze. Si tratta di un trittico ligneo dipinto a tempera, con la parte centrale ampia il triplo dei due scomparti laterali. Considerato il capolavoro di Simone Martini, della scuola senese e della pittura gotica in generale, venne realizzato per un altare laterale del Duomo di Siena.

## Storia
Il pubblico al quale era destinato il trittico erano i frequentatori del Duomo di Siena, che si recavano alle funzioni. Essi appartenevano per lo più alla classe popolare, analfabeta, che necessitava di queste illustrazioni degli episodi biblici per integrare le conoscenze dottrinali, non acquisite attraverso la lettura dei testi.
Dell'opera si conosce una documentazione che conferma la firma e la data apposta sulla cornice, visibile nell'unico frammento antico inserito nell'attuale ensemble ottocentesco. Vi sono riportati i nomi di Simone e del cognato Lippo Memmi ("SYMON MARTINI ET LIPPVS MEMMI DE SENIS ME PINXERVNT ANNO DOMINI MCCCXXXIII"), ma quali parti spetti a ciascun pittore è sconosciuto. Solo in base a considerazioni stilistiche si è ipotizzato che la parte centrale con l'Annunciazione sia riferibile a Simone e i due santi e i tondi dei profeti a Lippo.
Un'opera del genere, dalla straordinaria raffinatezza lineare, non ha modelli coevi in Italia, ma va semmai confrontata con i manoscritti miniati per la corte francese o con le pitture più fantasiose prodotte in Germania o in Inghilterra. Questa "maniera" nordeuropea spianò la strada per l'arruolamento di Simone Martini nell'entourage dei pittori italiani alla corte papale di Avignone, dove erano presenti altri italiani, ma nessun fiorentino, in quanto la classica monumentalità di scuola giottesca non trovava consensi nella gotica società francese.
Il dipinto era stato commissionato per l'altare di sant'Ansano, uno dei protettori di Siena, nella cattedrale senese, dove rimase fino al 1799, quando il Granduca Ferdinando III lo fece trasportare a Firenze, scambiandolo con due tele di Luca Giordano. Qui venne esposto lo stesso anno agli Uffizi. La cornice originale, intagliata dal Maestro Paolo di Camporegio e dorata da Lippo Memmi, fu rinnovata nel 1420 circa e sostituita nel XIX secolo.
L'opera è stata restaurata nel 2001

## Fortuna critica
L'opera è una delle più celebrate degli Uffizi, fin da quando si risvegliò l'interesse per i "primitivi" e l'arte gotica, della quale Simone Martini fu maestro indiscusso e anticipatore del gotico cortese. I fratelli Goncourt nella seconda metà del XIX secolo rimasero affascinati dal dipinto, ma vi scorsero una sensualità sinistra, in particolare nell'angelo, al quale attribuivano un "lungo collo da serpente" e una strana "bellezza perversa".
Bernard Berenson e Roberto Longhi ne fecero invece un'opera simbolo dello stile lineare, paragonandolo per eleganza alle miniature persiane ed alle migliori opere dell'arte cinese e giapponese.
Cristina Acidini inserì l'Annunciazione nel libro Capolavori dell'arte, dedicato alle migliori realizzazioni artistiche di tutte le epoche e di tutte le culture.

## Descrizione

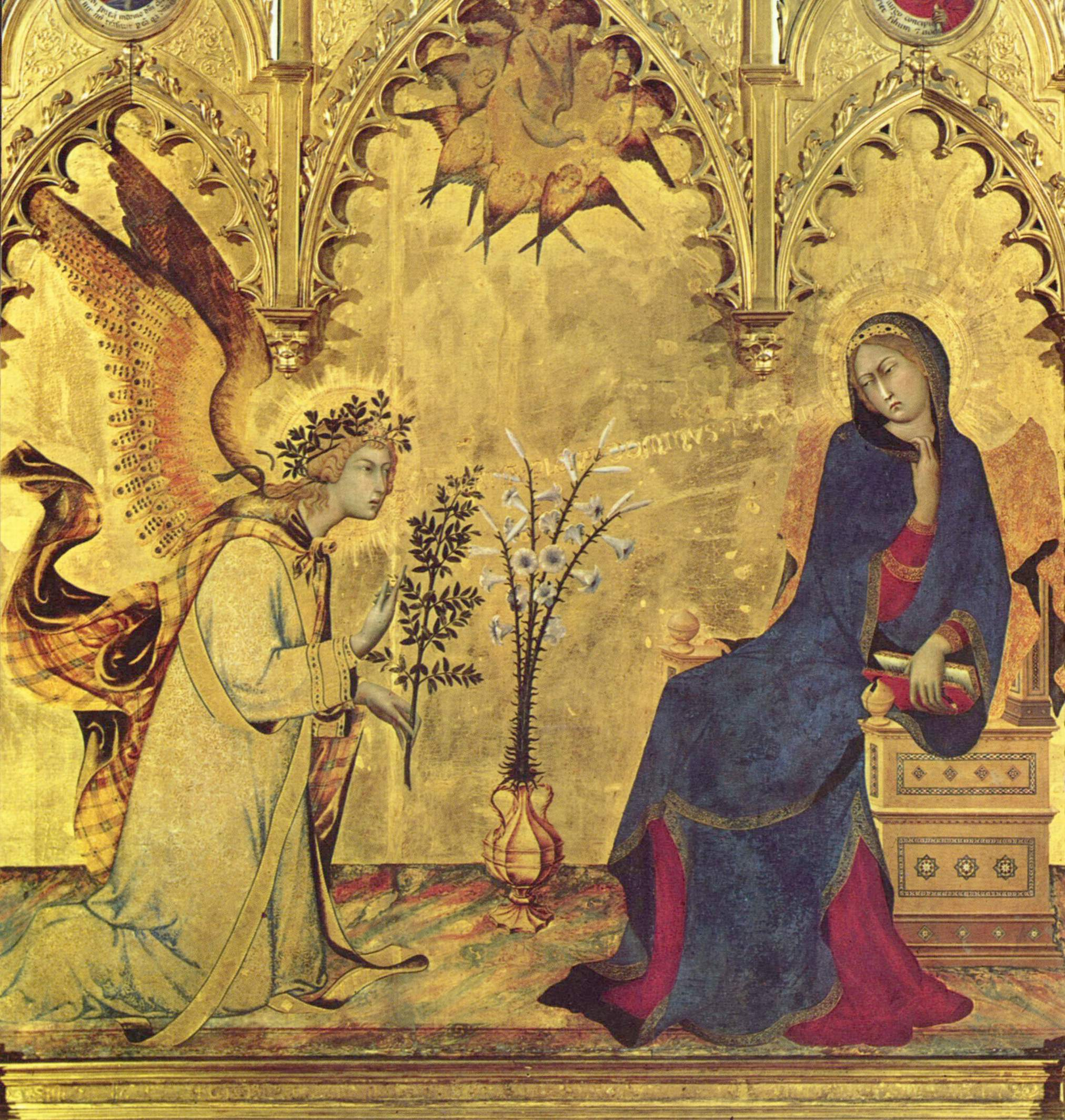
Annunciazione

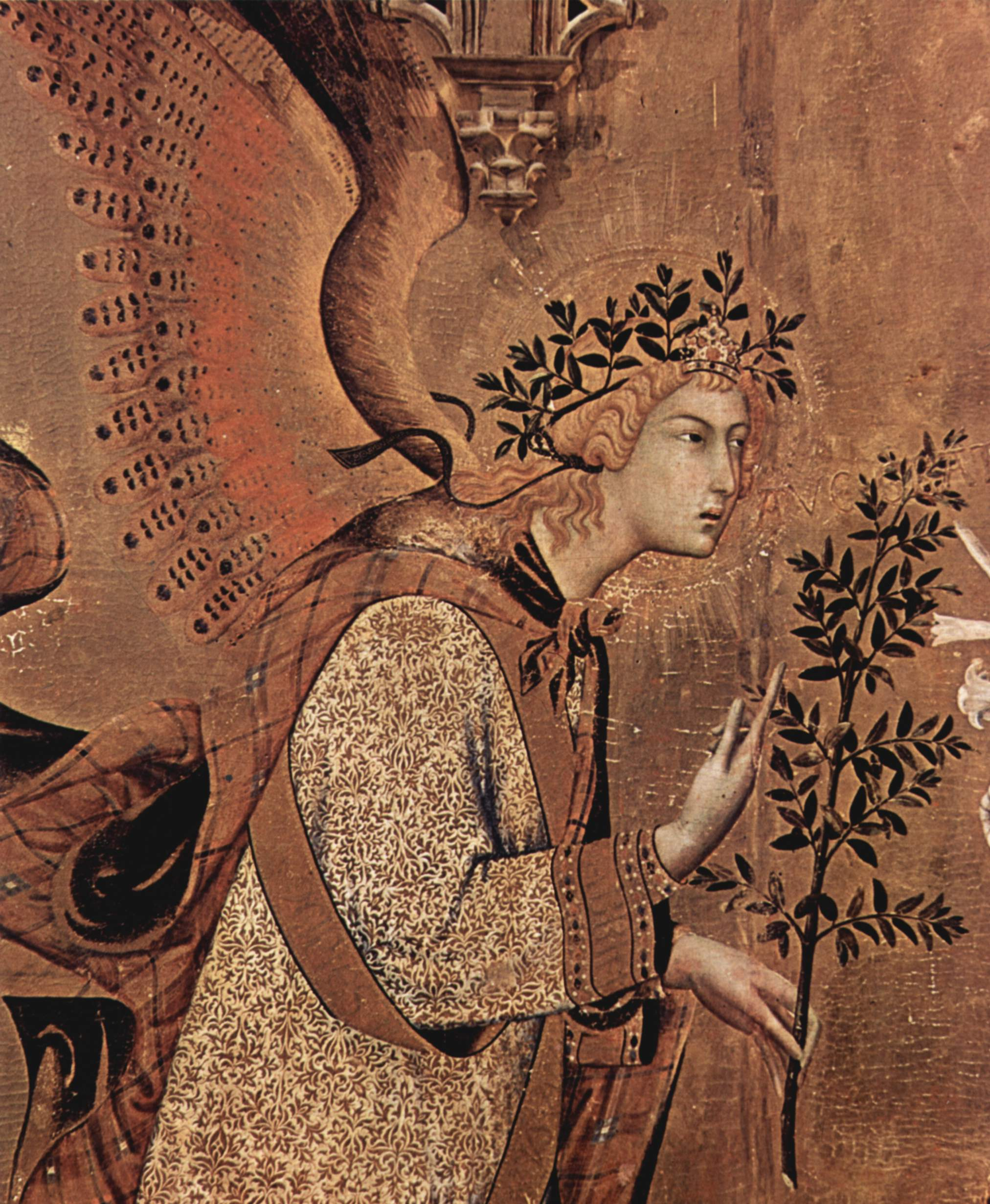
L'Angelo

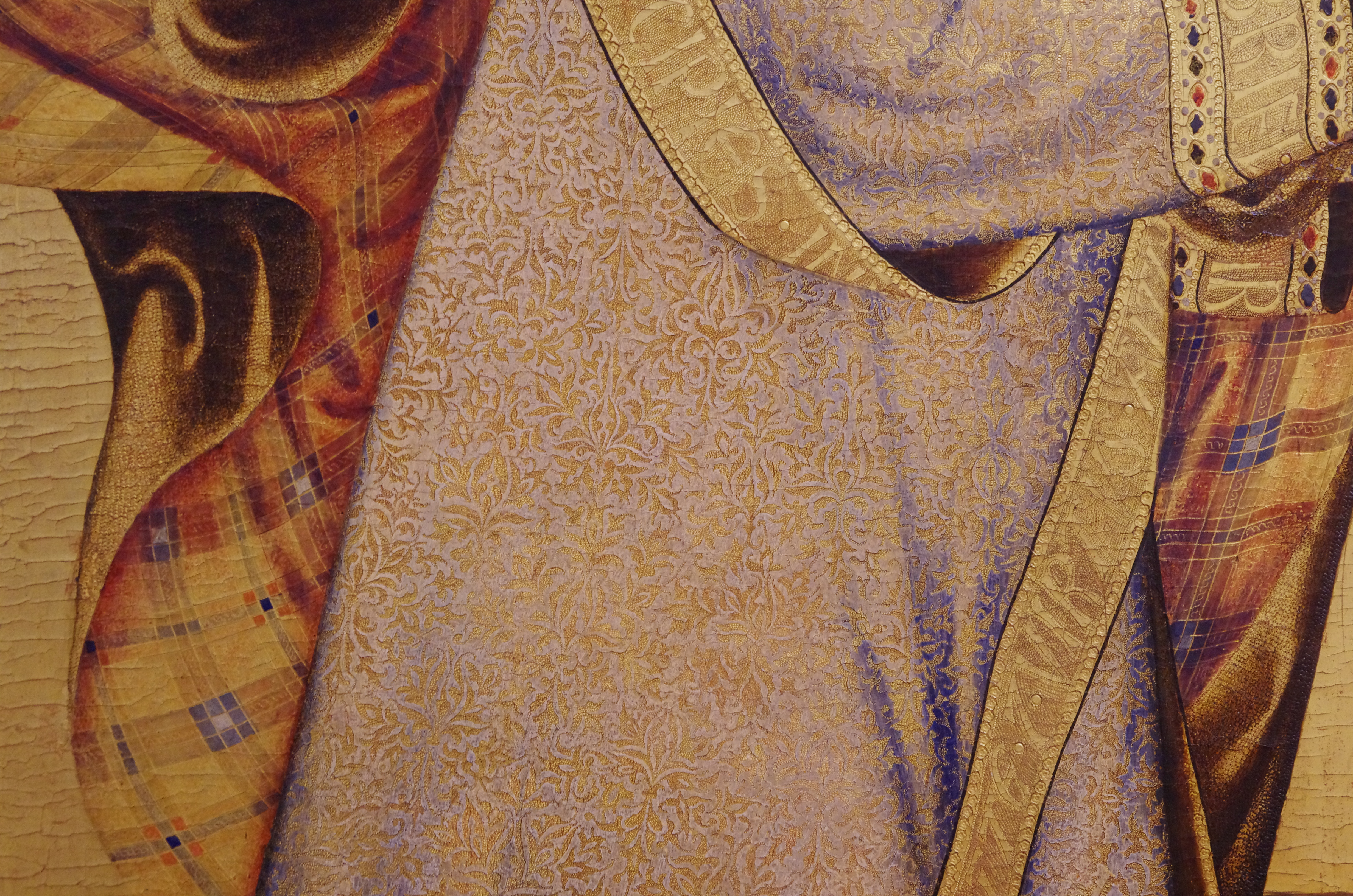
Dettaglio dell'Angelo

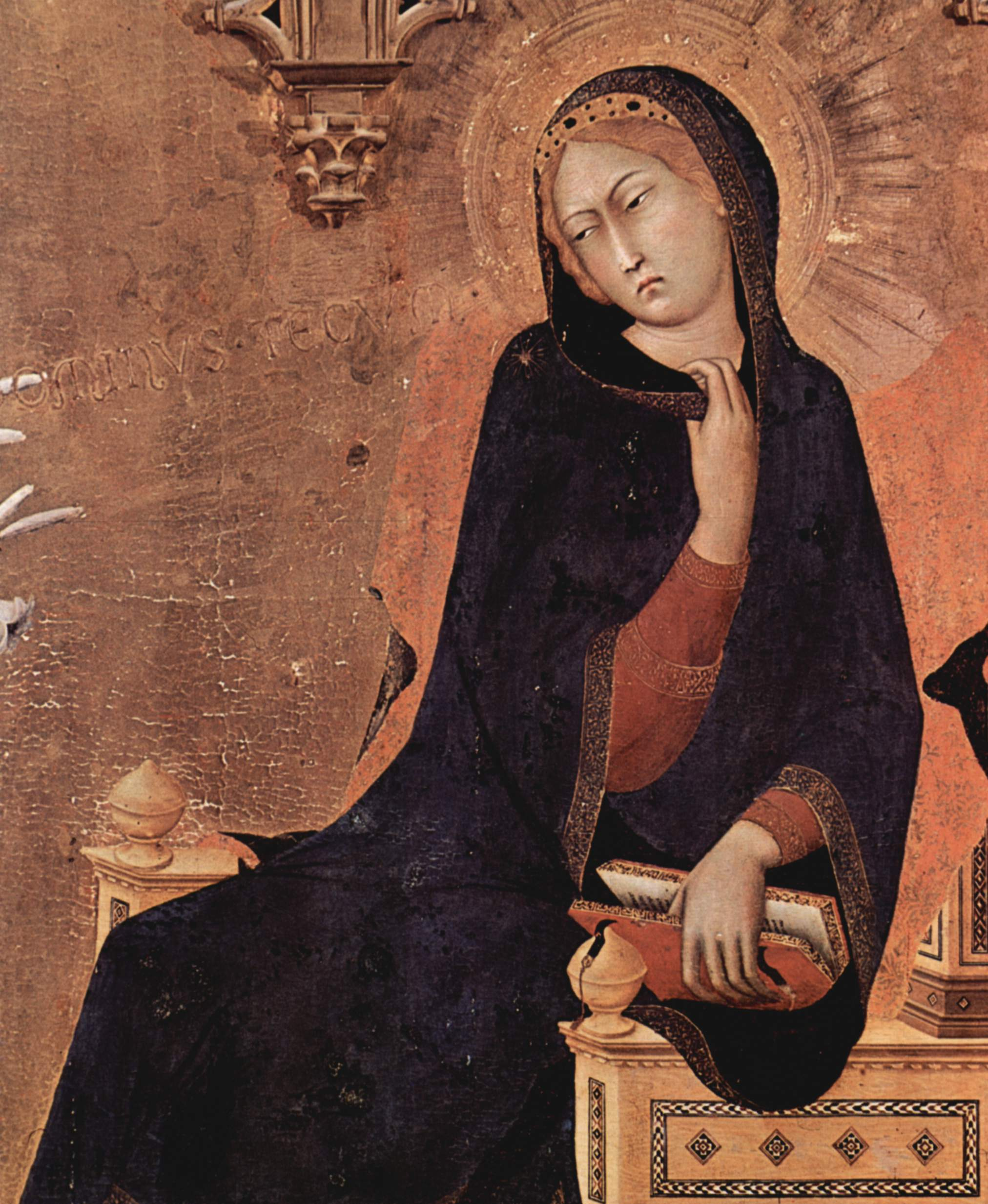
Vergine

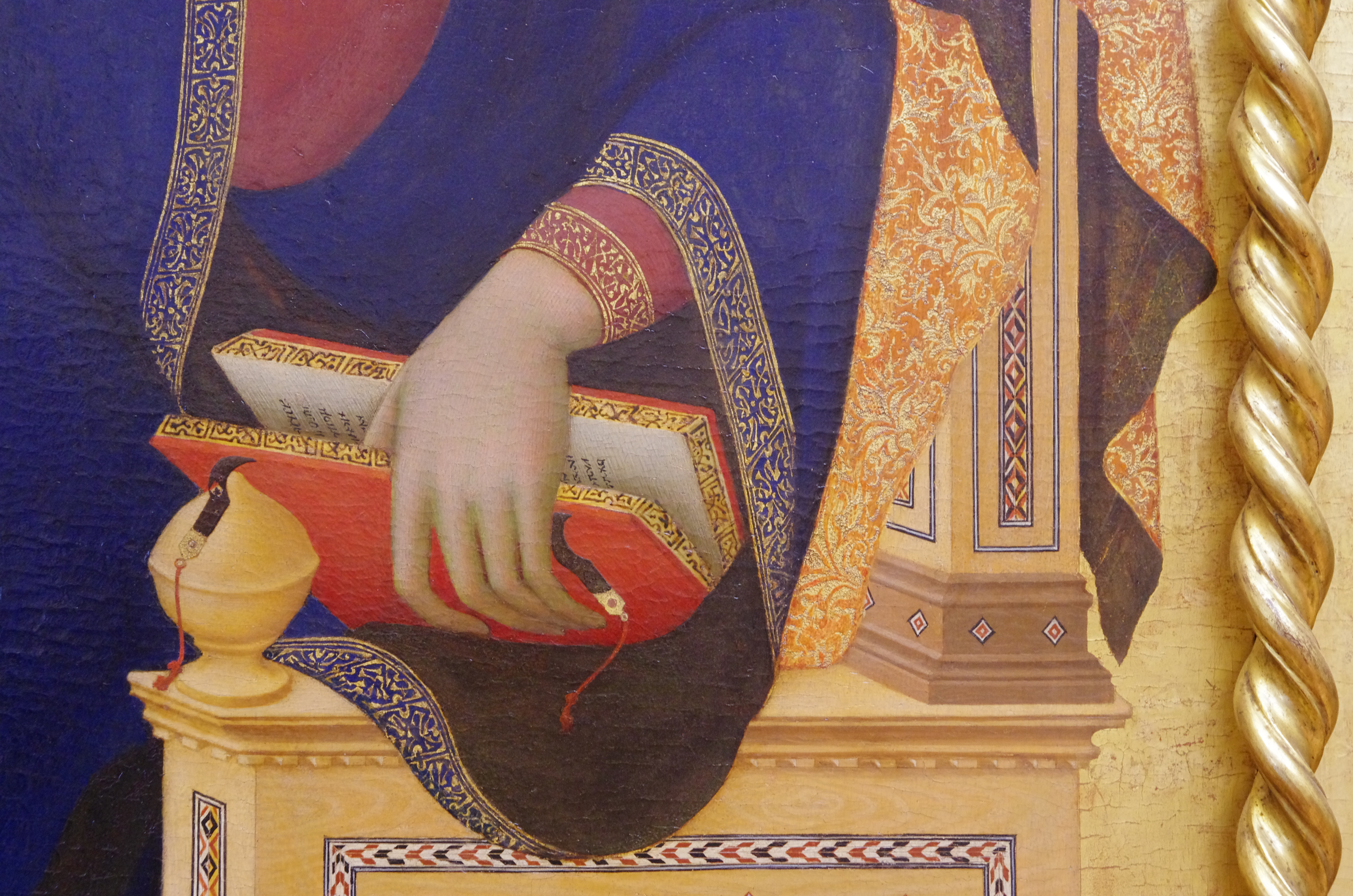
Dettaglio della Vergine

La pala è composta dal grande comparto centrale, con l'Annunciazione, dai due scomparti laterali con sant'Ansano (a sinistra) e una santa generalmente identificata con Santa Margherita o santa Massima (a destra) e quattro tondi con profeti nelle cuspidi: Geremia, Ezechiele, Isaia e Daniele.
Il racconto biblico narra dell'improvvisa apparizione dell'arcangelo Gabriele nella casa di Maria Vergine a Nazareth per annunciarle il mistero della Incarnazione di Gesù Cristo. Nel Medioevo l'annunciazione fu considerata l'inizio del tempo cristiano.
L'episodio sacro mostra il momento dell'irrompere dell'arcangelo Gabriele nella casa di Maria per annunciarle la sua futura maternità. Egli porge con una mano un rametto d'ulivo (simbolo della pace), mentre con l'altra indica la colomba dello Spirito Santo che scende dal cielo in un cerchio di otto angeli.  La Vergine, seduta su un trono, interrompe la lettura all'improvvisa apparizione angelica e si ritrae spaventata, volgendo uno sguardo umile e pudico al messaggero celeste.  Ai lati, compaiono i due santi patroni della chiesa, che risultano completamente estranei alla scena centrale, formalmente separati da due colonne tortili ornamentali. Sul fondo, completamente dorato, compare un vaso di gigli estremamente realistico.
La scena centrale mostra a sinistra l'angelo appena atterrato, con il mantello ancora svolazzante in un raffinato arabesco e le ali, dalla finissima trama delle piume dorate, ancora spiegate. La Madonna, seduta in un trono dalla spazialità incerta (un po' in prospettiva e un po' in assonometria), è sorpresa durante la lettura (il libro è anche un richiamo all'avverarsi delle profezie delle Sacre Scritture) e istintivamente ha un gesto di ritrosia, chiudendosi il mantello con la mano e stringendo le spalle, a metà strada tra la paurosa castità e l'altera ritrosia. La sua espressione, con la boccuccia stretta e gli occhi sottili, è di straordinaria grazia aristocratica ma anche un po' altera. La sua veste è composta secondo falcate ritmiche che hanno la finezza di un arabesco e che ne smaterializzano il corpo, rendendolo una pura linea decorativa: le gambe sono infatti appiattite e astratte, appena intuibili dall'andamento nervoso del bordo della veste. I personaggi, tra l'altro, hanno la stessa fisionomia, dovuta all'uso di modelli (patroni) per ottenere la forma delle figure, senza alcun interesse alla rappresentazione individuale.
Dalla bocca dell'angelo, escono le lettere dorate delle sue parole, come in un vero antesignano del fumetto. Completano l'ambiente, un pavimento di marmo screziato (spazialmente non coerente con quello dei pannelli laterali) su cui al centro si trova un prezioso vaso dorato con alcuni gigli, fiore mariano simbolo di purezza; in alto si trova la colomba dello Spirito Santo contornata da uno stormo di cherubini in cerchio.
Lo sfondo è un'abbagliante distesa d'oro, che dà alla scena un'apparenza astratta ma anche straordinariamente spirituale. Il tutto è evidenziato ancora maggiormente dalle dorature delle vesti e di altri dettagli, secondo alcune tecniche che Simone potrebbe aver inventato proprio per quest'opera: essenzialmente si tratta di dipingere sopra la foglia d'oro, sia stendendo il colore calligraficamente e con velature per lasciare in vista l'oro sottostante (la "palliatura", visibile nelle ali dell'angelo), sia graffiando in seguito il colore per creare motivi damascati (come nella veste dell'angelo). A ciò vanno aggiunte la ricchissima punzonatura e la lavorazione col bulino e col cesello di dettagli come le aureole o i bordi delle vesti, che creano una superficie pittorica estremamente preziosa e di qualità altissima. L'uso delle velatura fu una caratteristica basilare della dolcezza della pittura di Simone Martini, che nel suo soggiorno avignonese diffuse, facendo da premessa per la grande pittura nordica del XV secolo e la tecnica del colore a olio.

## Stile
Dal punto di vista formale,  il dipinto risulta essere diviso in tre piani: il fondo dorato che suggerisce un'indeterminatezza dello spazio; il piano intermedio del vaso di gigli e dello Spirito Santo in alto; e il primo piano dei due personaggi della rappresentazione, diviso dagli altri non tanto dalla tonalità cromatica, quanto dall'estrema nettezza dei contorni. L'intera rappresentazione inoltre è impregnata di un eccezionale dinamismo: l'arcangelo ha appena toccato terra, come evidenzia la predominanza di linee verticali generate dalle ali ancora spiegate e dal lembo del mantello non ancora richiamato dalla forza di gravità; la Madonna invece è caratterizzata da una forte torsione della sua esile figura, sottolineata dalla posizione delle braccia e dall'inclinazione della testa, contrapposta alla rigida geometria del trono su cui è seduta.  Con questi elementi, Simone Martini riesce a costruire una realtà nuova e diversa, calibratissima nella distribuzione delle figure e nell'equilibrio di vuoti e pieni, impregnata di un supremo ideale di bellezza, eleganza e armonia.
Grazie all'incredibile espressività della linea, l'angelo mantiene la sua forma nonostante l'immaterialità del suo corpo, quasi trasparente, sovrapponendo l'oro delle sue vesti con l'oro dello sfondo, creando straordinari effetti di rifrazione, immergendo così l'osservatore in un'estasi di luce e ricchezza, raffinatissima, che mai sconfina in opulenza. Contrapposta, sta la figura della Vergine, del tutto terrena, sottolineata dalla chiarezza e semplicità delle vesti, marcatamente scure. Tuttavia, anche la Vergine presenta una corporeità non troppo voluminosa, e l'assenza di volume le conferisce comunque un tono leggero.
Importante sottolineare come l'artista voglia suggerire una precisa spazialità della scena, scostandosi dagli schemi dell'adimensionalità bizantina e inserendo dettagli prospettici come il pavimento marmoreo, i panneggi, i volti, il vaso di gigli, le olive, il trono in tralice e il libro, caratterizzati da un grande realismo. Da notare anche i raffinati merletti dorati della veste di Maria, che contribuiscono a dare un tocco di regalità alla sua figura, altrimenti eccessivamente cupa davanti allo splendore angelico.